# Agö kapell
Agö kapell ligger i östra delen av Agö hamn på Agön och är det största fiskarkapellet i Gävleborgs län. Kapellet tillhör Hudiksvallsbygdens församling i Uppsala stift. Det sägs även ha funnits ett äldre kapell längre inåt land.

## Kapellet
Kapellet uppfördes 1660 och genomgick en fullständig renovering med till- och överbyggnad  1831. Kapellet förlängdes då åt öster till sin nuvarande storlek.
Inredningen är från början av 1700- och 1800-talet. Bland annat finns en tidstypisk altarprydnad från 1832, ett förgyllt kors med törnekrona och ett korskrank med pyramider från 1766. 
Den första predikstolen fördes hit från Hudiksvalls kyrka 1671. Den ersattes 1771 av en predikstol i rokoko, tillverkad av Jöns Dahlström i Hudiksvall och förgylld av Paul Hallborg i samma stad. Den första kyrkklockan göts 1616 men omgöts och utökades 1762 av Erik Hillström i Gävle.
Utanför kapellet står den s.k. "ljusstenen", ett solur från 1680.
Varje sommar har församlingen prästhelg i kapellet. Det används också vid dop och bröllop.